# Tracey Emin
Tracey Emin, CBE, RA (3 de julho de 1963) é uma artista inglesa contemporânea conhecida por suas obras autobiográficas e confessionais. Emin trabalha com diferentes tipos de arte, como desenho, pintura, escultura, cinema, fotografia, texto em neon e apliques de tecido. Durante os anos 1980, foi considerada a "enfant terrible" dos Young British Artists. Hoje, Emin é uma Acadêmica Real da Academia Real Inglesa.